# Afrohelcon
Afrohelcon är ett släkte av steklar. Afrohelcon ingår i familjen bracksteklar.
Kladogram enligt Catalogue of Life:
| Afrohelcon | \| \| Afrohelcon magnificus \| \| \| \| \| \| Afrohelcon maximus \| \| \| \| \| \| Afrohelcon minutus \| \| \| \| \| \| Afrohelcon prolatus \| \| \| \| \| \| Afrohelcon splendidus \| \| \| \| |
|            | \| \| Afrohelcon magnificus \| \| \| \| \| \| Afrohelcon maximus \| \| \| \| \| \| Afrohelcon minutus \| \| \| \| \| \| Afrohelcon prolatus \| \| \| \| \| \| Afrohelcon splendidus \| \| \| \| |
|            | Afrohelcon magnificus |
|            | |
|            | Afrohelcon maximus |
|            | |
|            | Afrohelcon minutus |
|            | |
|            | Afrohelcon prolatus |
|            | |
|            | Afrohelcon splendidus |
|            | |